# Parke-Davis
Parke-Davis ist eine US-amerikanische Tochtergesellschaft des Pharmakonzerns Pfizer. Parke, Davis & Co. besteht nicht mehr als unabhängiges Unternehmen, war jedoch zeitweise der größte und älteste Arzneimittelhersteller Amerikas. 1970 wurde das Unternehmen von Warner-Lambert aufgekauft, welches wiederum im Jahr 2000 von Pfizer aufgekauft wurde.

## Geschichte

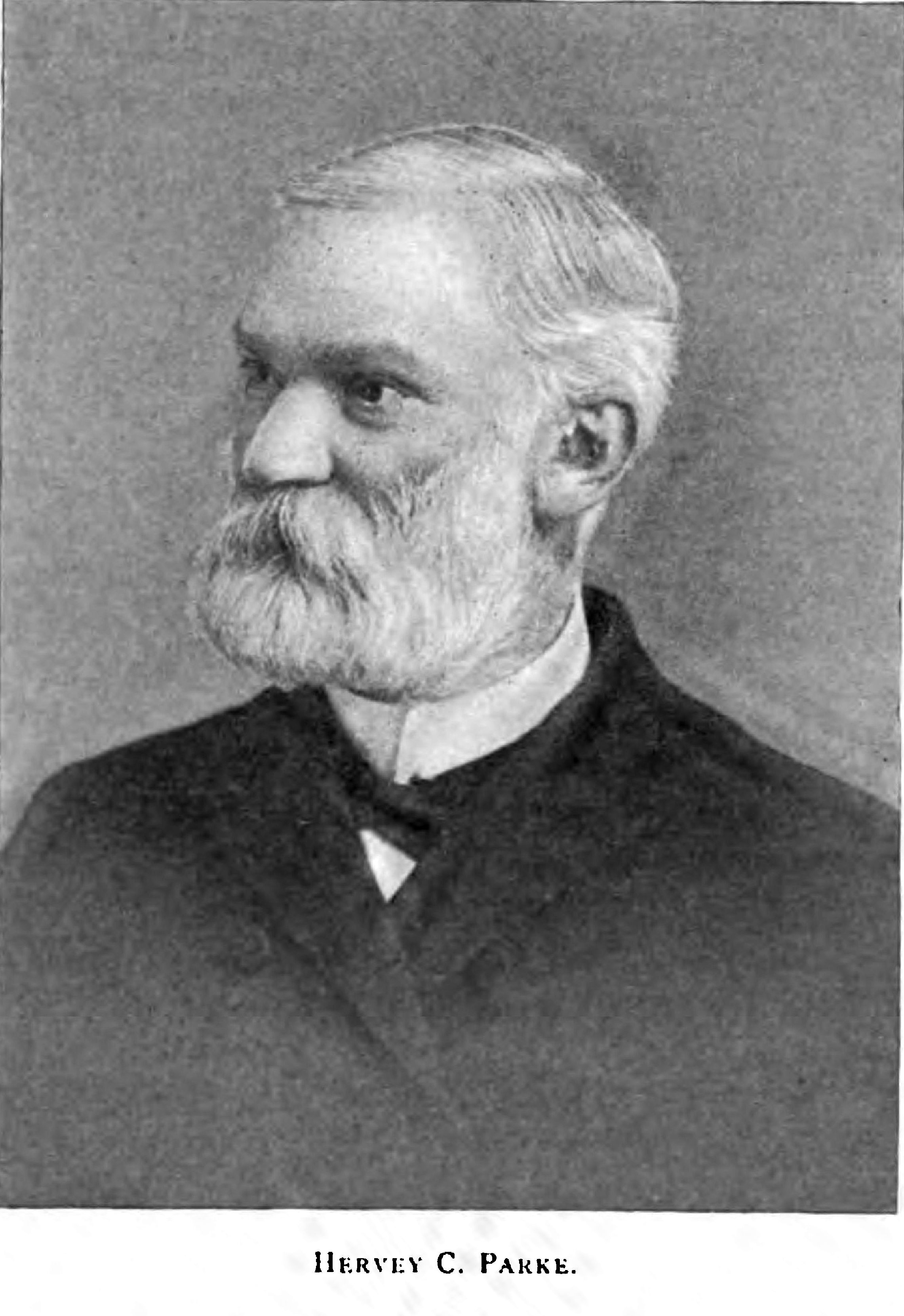
Hervey C. Parke

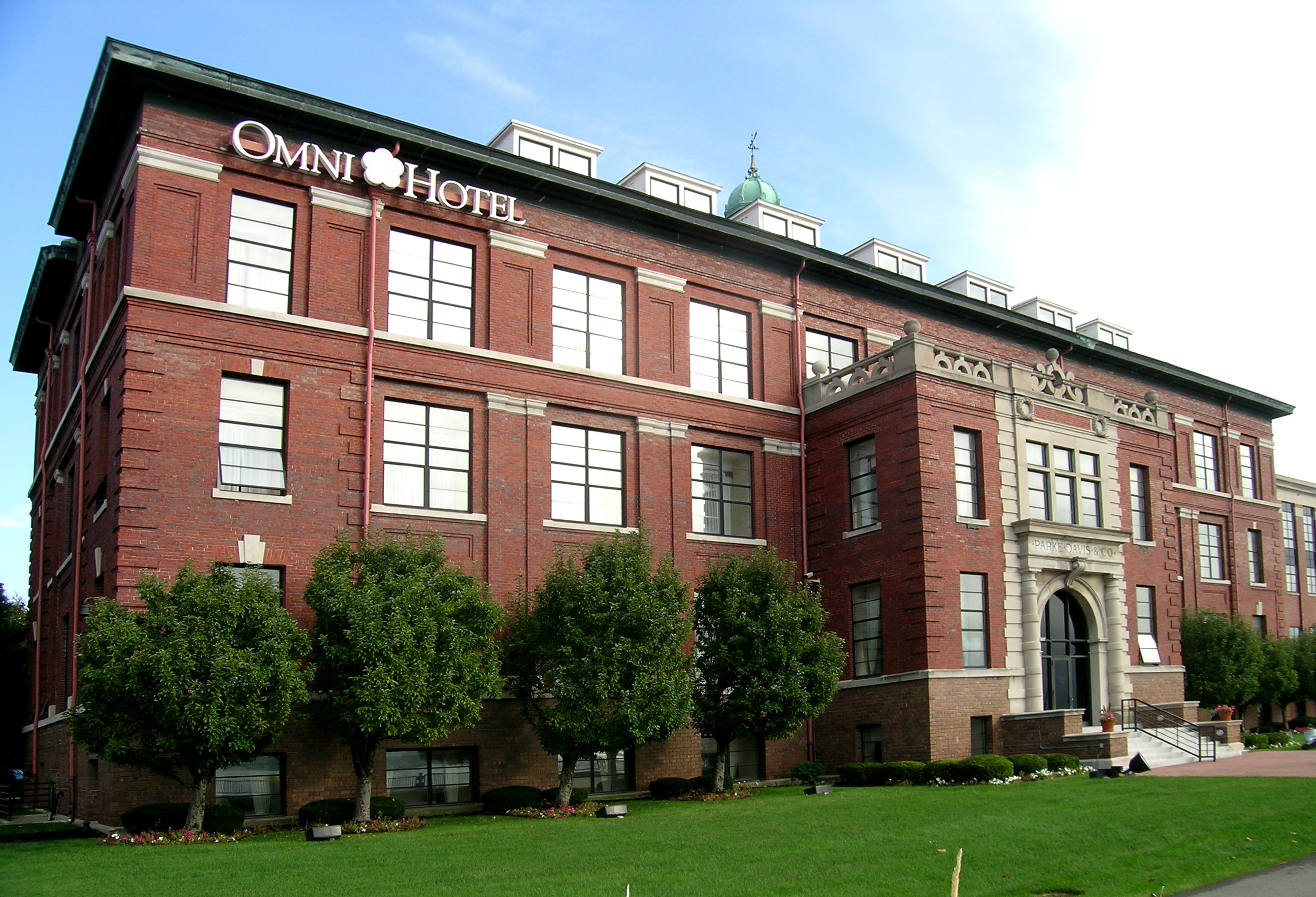
Ehemaliges Parke-Davis-Forschungslabor am Detroit River (heute als Hotel genutzt)

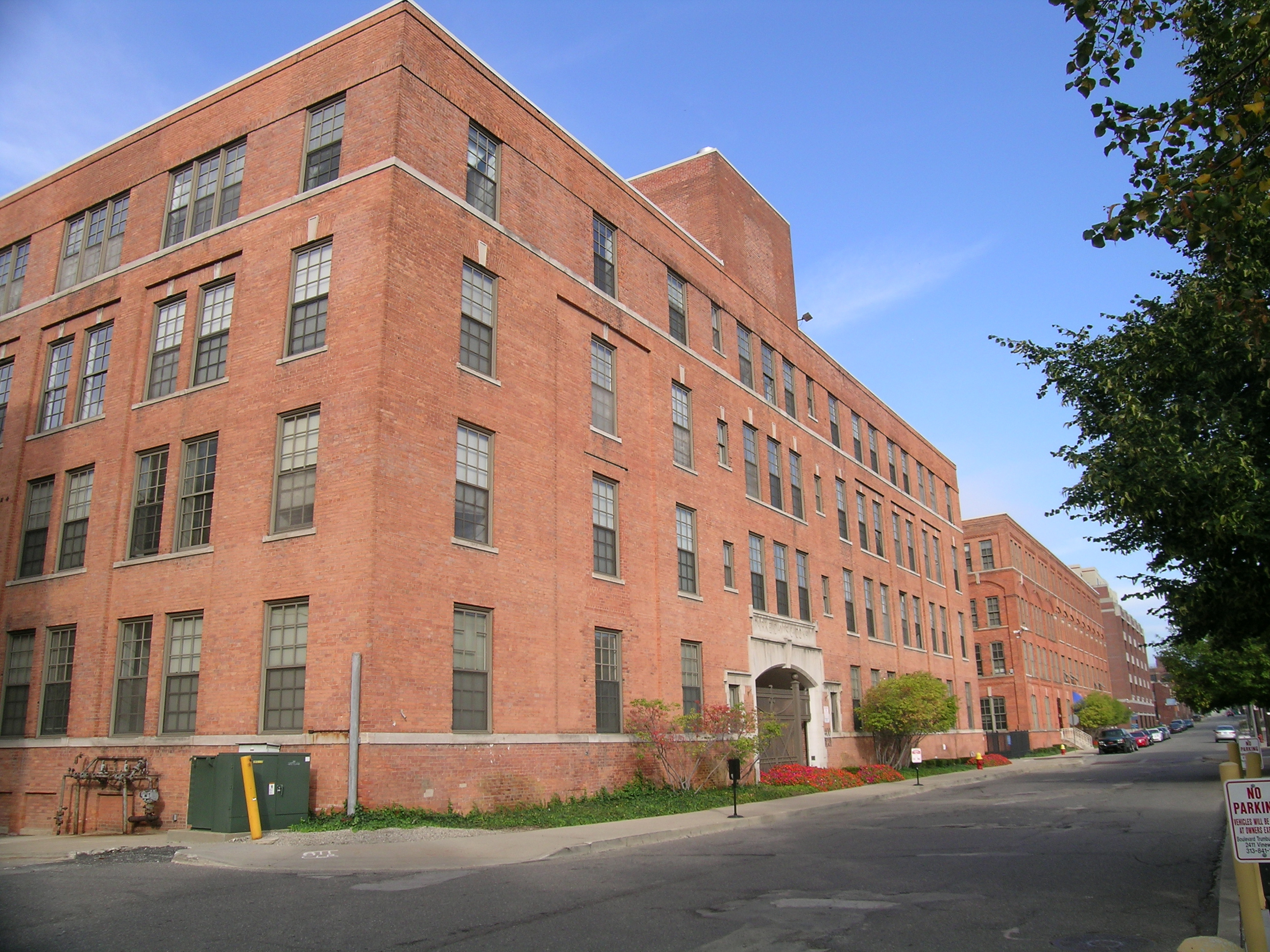
Gebäude auf dem Parke-Davis-Campus in Detroit

Parke, Davis and Company wurde in Detroit, Michigan vom Arzt und Apotheker Samuel P. Duffield gegründet. 1860 besaß Duffield eine kleine Apotheke an der Kreuzung von Gratiot und Woodward Avenue. Duffield fertigte unterschiedliche pharmazeutische Zubereitungen, wie schmerzstillende Mittel und Quecksilbersalbe an.
Duffield und Hervey Parke gingen im Oktober 1866 eine Partnerschaft ein, zu der George S. Davis 1867 als dritter Partner dazustieß. Parke suchte nach Gelegenheiten für Geschäfte, Davis verfügte über Erfahrungen im Verkauf. Duffield zog sich 1869 aufgrund gesundheitlicher Probleme und Interesse an der Ausübung von Medizin zurück. Die Partnerschaft nahm 1871 den Namen Parke, Davis & Company an und ließ ihn 1875 eintragen.
1871 sendete das Unternehmen auf der Suche nach Heilpflanzen Expeditionen nach Zentral- und Südamerika und Westindien aus. Das Unternehmen produzierte das pflanzliche Abführmittel Cascara sagrada, das von amerikanischen Ureinwohnern im pazifischen Nordwesten genutzt wurde.
Parke-Davis war einst das weltweit größte Pharmaunternehmen und erbaute das erste moderne pharmazeutische Labor und entwickelte die ersten systematischen Klinischen Studien für neue Arzneimittel. Das Parke-Davis Research Laboratory ist eine National Historic Landmark; die umliegende Parke-Davis and Company Pharmaceutical Company Plant wurde in das National Register of Historic Places aufgenommen.
Die Produktionsanlage an der Parkdale Road in Avon Township (heute Rochester Hills) war ebenfalls ein Wahrzeichen und wird jetzt von PAR Pharmaceuticals genutzt.
In den 1950ern stellte Parke-Davis Jonas Salk als Berater für Impfstoff ein. Parke-Davis war an der Entwicklung des Polio-Impfstoffes beteiligt. Salk musste Parke-Davis zunächst davon überzeugen, sein Produktionsprotokoll genau zu befolgen. Parke-Davis hatte sechs Monate lang einen Exklusivvertrag für die Produktion des Impfstoffes für Feldversuche, jedoch löste die National Foundation for the prevention of Polio im Februar 1954 den Vertrag auf, so dass die Produktion auch für andere Unternehmen geöffnet wurde.
Parke-Davis beauftragte den Illustrator Robert Thom aus Detroit mit der Erstellung von 40 Bildern für die Reihe „A History of Pharmacy in Pictures.“ Jedes Bild erhielt einen Artikel, in dem die Szene erklärt und in den geschichtlichen Zusammenhang eingeordnet wurde. Die Reihe wurde 1957 in Zusammenarbeit mit dem Institute for the History of Pharmacy der University of Wisconsin veröffentlicht. Apotheker sollten die Werke in ihren Läden ausstellen. Thom fertigte eine ähnliche Reihe zur Geschichte der Medizin an.
Im Fall Franklin v. Parke-Davis (2002), wurde das Unternehmen beschuldigt, illegale Marketingmethoden, wie die Werbung mit Off-Label-Use des krampflösenden Mittels Neurontin zu nutzen. Das Mittel war nur für die Nutzung durch Patienten mit Epilepsie zugelassen, wurde 2001 jedoch bei 80 % der im Wert von 1,8 Milliarden Dollar verkauften Dosen für Zwecke, die nicht von der Food and Drug Administration genehmigt waren, genutzt. 2004 gab Pfizer zu, „dass Parke-Davis Neurontin aggressiv auf illegalem Wege für nicht verwandte Erkrankungen wie bipolare Störungen, Schmerzen, Migränekopfschmerzen sowie Drogen- und Alkoholentzug vermarktete“ und stimmte einer Strafe von 430 Millionen Dollar zu, obwohl man behauptete, die Verstöße seien bereits 1996, also vor der Übernahme von Warner-Lambert durch Pfizer, begangen worden.
Pfizer schloss die Forschungseinrichtungen in Ann Arbor, Michigan, wie am 22. Januar 2007 angekündigt wurde.

## Produkte
Eines der ersten Produkte von Parke-Davis war durch Takamine Jōkichi aus Aspergillus flavus var. oryzae isolierte Amylase. Das Enzym war ursprünglich für die Verwendung in Destillerien vorgesehen, wurde jedoch durch die Vermarktung als „Taka-Diastase“ gegen Dyspepsie bekannt.
Außerdem vertrieb Parke-Davis das von William Coley zur Osteosarkom-Behandlung entwickelte Coley’s Toxin, bei dem es sich um den ersten Krebs-Impfstoff handelte. Mit dem Inoculation Department von St. Mary’s (London) bestand eine Vertriebsvereinbarung, weshalb man dort Impfstoffe gegen Infektionskrankheiten, Akne und Krebs vertrieb.
Ein weiteres Produkt des Unternehmens war das ebenfalls von Takamine entwickelte reine Adrenalin. Es wurde 1900 patentiert und der Name „Adrenalin“ geschützt. Aufgrund der Ähnlichkeit zum englischen Namen „Adrenaline“ hat sich in den Vereinigten Staaten der Begriff „Epinephrine“ als Alternativbezeichnung entwickelt. Parke-Davis klagte wegen Verletzung des Adrenalin-Patents gegen H. K. Mulford Company. Die Entscheidung zugunsten Parke-Davis durch den Richter Learned Hand gilt als ausschlaggebend für das moderne Patentrecht.
Parke-Davis verkaufte Kokain in verschiedenen Formen wie Zigaretten, Pulvern und Zubereitungen zur Injektion in Venen mit einer Nadel, ehe es verboten wurde. Das Unternehmen versprach, die Kokainprodukte würden „Nahrung ersetzen, Feiglinge mutig, Stille redselig [...] und schmerzunempfindlich machen.“ Im Oktober 1915 besuchte Aleister Crowley, Autor von Diary of a Drug Fiend und The Confessions of Aleister Crowley Parke-Davis in Detroit: „[Sie] waren so freundlich, sich für meine Forschung über Lophophora williamsii zu interessieren und fertigten nach meinen Erkenntnissen einige Präparate an, die vorherigen weit überlegen sind.“ Parke-Davis war außerdem Hersteller und Patenthalter von Phencyclidin (PCP). Das Unternehmen entwickelte 1962 Ketaminhydrochlorid, ein Anästhetikum und Dissoziativum.
Parke-Davis vermarktete das erste Mittel zur Behandlung von Epilepsie, Dilantin, welches 1939 zugelassen wurde. An der Entwicklung der Inhaltsstoffe oder der Applikationsform war man jedoch nicht beteiligt.
In Zusammenarbeit mit der japanischen Daiichi Sankyō und der britischen Glaxo Wellcome entwickelte und vermarktete Parke-Davis Ende der 1990er das Antidiabetikum Rezulin (Troglitazon). 2000 wurde das Medikament aufgrund der Lebertoxizität vom Markt genommen.
Parke-Davis entwickelte den ersten bakteriellen Impfstoff. Außerdem gehörte es zu den fünf Unternehmen, die den von Jonas Salk entwickelten Polioimpfstoff herstellten. Eine Kombination aus DPT- und Polioimpfstoff, genannt Quadrigen, wurde 1954 entwickelt und 1959 zugelassen. Quadrigen wurde, nachdem es mehrere Klagen aufgrund von Nebenwirkungen bei geimpften Kindern gab, 1968 vom Markt genommen.  Parke-Davis produzierte ebenfalls das erste synthetisch dargestellte Breitbandantibiotikum Chloramphenicol (Chloromycetin), welches bis zum Bekanntwerden der Gefahr aplastischer Anämien weit verbreitet war.
Das Unternehmen produzierte außerdem Antiinfektiva und Antibabypillen.